# مارتین گونرسون
مارتین گونرسون (انگلیسی: Martin Gunnarsson; ۳۰ مارس ۱۹۲۷ – ۲۳ سپتامبر ۱۹۸۲) ورزشکار ورزش تیراندازی اهل ایالات متحده آمریکا بود.
وی در مسابقات کشوری و بین‌المللی در مجموع برندهٔ ۱ مدال برنز شده‌است.